# Musse Piggs luftfärd
Musse Piggs luftfärd (engelska: Plane Crazy), även på svenska kallad Flygtokig, är en animerad kortfilm och den första film där Musse Pigg förekommer.

## Handling
Musse Pigg har byggt ett flygplan efter inspiration av Charles Lindberghs flygtur. I tron om att lyckas imponera på Mimmi Pigg tar han med henne på en flygtur.

## Om filmen

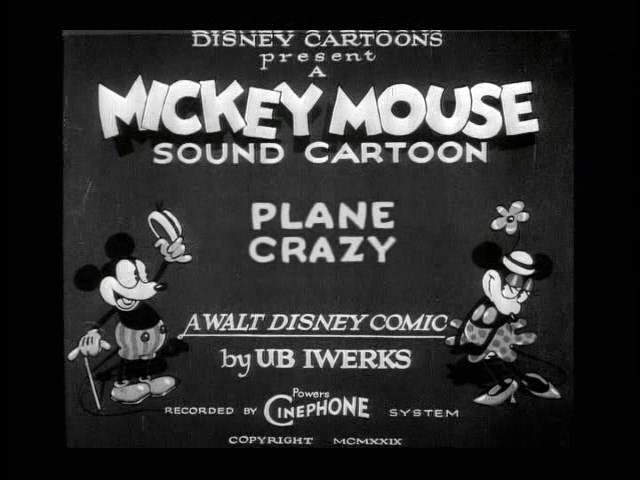
Titelbild från ljudversionen

Filmen producerades av Walt Disney Productions 1928, och en stumfilmsversion förhandsvisades den 15 maj 1928 i Los Angeles, men imponerade föga på publiken. Först efter att ljudfilmen Musse Pigg som Ångbåtskalle, släppt i november samma år, visat sig framgångsrik valde Disney att släppa Musse Piggs luftfärd den 17 mars 1929, men då med ljud.
Filmen hade svensk premiär 27 oktober 1930 på biografen Röda Kvarn i Stockholm.

## Rollista
- Walt Disney – Musse Pigg, Mimmi Pigg[7]